# Carmen (Santa Fe)
Carmen es una localidad del departamento General López, provincia de Santa Fe, República Argentina.
Dista 320 km de la ciudad de Santa Fe. Se ubica a 12 kmde la Ruta Nacional 8, importante carretera internacional que la vincula con ciudades como: Venado Tuerto, Pergamino, Río Cuarto y Villa Mercedes.y a 12 km de la Ruta Nacional 33 que une a Rosario con Bahía Blanca

## Población
Cuenta con 1,886 habitantes (Indec, 2010), lo que representa un descenso del 4,5% frente a los 2,065 habitantes (Indec, 2001) del censo anterior.
| Gráfica de evolución demográfica de Carmen entre 1991 y 2010 |
|                                                              |
| Fuente: Censos nacionales del INDEC                          |

## Santa patrona
- Nuestra Señora del Carmen – festividad: 16 de julio

## Toponimia
El nombre de Carmen, es en honor a la esposa del fundador, María del Carmen de Portugal y Farías, conocida en la colonia como “la baronesa”. Originalmente llevaba el nombre de "San Jorge"

## Historia

### Pueblos originarios
- Las tierras eran de los aucas (o araucanos), que incursionaban desde la cordillera a lo largo del río Quinto, cazando la fauna de esta zona.
- siglo XVIII (época del Virreinato del Río de la Plata): los indios pampas —que ya andaban a caballo— se sustentaban con ganado cimarrón para el sustento. Trataban de recuperar sus territorios usurpados, mediante la guerra del malón, diezmando las poblaciones, el ganado, etc.
- 1776: para intentar perfeccionar el abatimiento de los originarios, se levantan los fortines de Melincué, India Muerta, Pavón y Esquina, quedando Carmen fuera de las líneas defensivas.
- 1852: Carmen queda dentro de la línea de frontera Río Cuarto - La Carlota - Laguna de Hinojo (Venado Tuerto) - Melincué - Fortín Chañar (Teodelina)

### Inmigración
- A mediados del siglo XIX, Tomás Armstrong presenta el título de compra en Rosario, de seis leguas cuadradas (16 000 ha). Armstrong se casa en 1827 con Justa Villanueva y López Carmelo, teniendo 8 hijos. Uno de ellos, Tomás de San Jorge Armstrong, es el fundador
- El 31 de mayo de 1894 se funda el pueblo de Carmen, al ser aprobada su traza por el gobierno provincial. A fines de 1910 fallece Tomás de San Jorge Armstrong, pasando su fortuna y tierras a su esposa e hija, María Elena, quien contrae matrimonio con el conde Federico de Chateaubriand.

### Fundación de la comuna
- 16 de agosto de 1895

## Himno a Carmen
- https://www.youtube.com/watch?v=sXL1KZ4EQ_k&ab_channel=AleCarpi-EDMusical

## Entidades deportivas
- Club Deportivo San Jorge
- Club Atlético Sportsman Carmelense

## Sociales
Los espacios públicos son parte de la comunidad carmelense, como la Plaza San Martín, siendo inaugurado el mástil el 16 de mayo de 1943.
- Dos parques infantiles.
- Predio de la Pileta Comunal, inaugurado en 1972. Presenta un gran campo verde de recreación deportiva y campamentil, pileta, asadores, y buffet.
- "Estancia Poyo del Carmen", antiguamente residencia de la familia Armstrong, los visitantes pueden ver un predio de naturaleza pura, de sus caballos y del chalet central.
- 4 Plazas,1 Aun en construccion

## Personalidades destacadas
- Pedro Buchardo (1916-1971) Actor de cine, teatro, radio y televisión.

## Biblioteca Popular
- Biblioteca D. F. Sarmiento

## Televisión
- Carmen Cable Color

## Parroquias de la Iglesia católica en Carmen
| Diócesis  | Venado Tuerto             |
| --------- | ------------------------- |
| Parroquia | Nuestra Señora del Carmen |